# Serge Godin
Pour les articles homonymes, voir Godin.
Serge Godin né en 1949, est un gestionnaire et informaticien québécois. Il est le fondateur et président exécutif du CGI inc.

## Biographie
Serge Godin est issu d'une famille de 9 enfants. C'est son père qui lui aurait donné le goût de se lancer en affaires. Serge Godin a fait ses études au Collège de Jonquière où il a obtenu l'un des premiers diplômes d'études collégiales en informatique décernés au Québec. Il possède aussi une formation en administration, acquise notamment à l'Université Laval.
En 1976 à Québec, il fonde la compagnie CGI à l'âge de 26 ans. Sous sa direction, CGI est devenue la 5e plus grande entreprise indépendante de services-conseils en technologie de l'information et en gestion des processus d'affaires au monde. Aujourd’hui, CGI emploie plus de 90 000 professionnels dans 40 pays.
Serge Godin crée, en 2000, une fondation familiale, la Fondation Famille Godin qui vient en aide aux enfants et aux adolescents.